# معركة بعرين
حدثت هذه المعركة سنة 1137 م وجرت أحداثها بين عماد الدين زنكي وفولك ملك مملكة بيت المقدس وانتهت بهزيمة فولك وخسارته لقلعة بعرين.

## الخلفية التاريخية
بعدما أصبح عماد الدين زنكي حاكم الموصل وحلب في 1127 و1128 على التوالي، واجه الصليبيين خصم خطير. اكتسبت زنكي السلطة بعد ذلك على حساب الإمارات الإسلامية المجاورة. وبعض هذه الإمارات تحالفت مع المملكة اللاتينية في القدس، كما نجحت إمارة دمشق في مقاومة جهود زنكي للسيطرة عليها.

## المعركة
في أوائل 1137، حاصر عماد الدين زنكي قلعة بعرين، التابعة لكونتية طرابلس وكونتها ريموند الثاني على بعد حوالى 10 ميل من الشمال الغربي لمدينة حمص. وعندما سار الملك فولك مع جيشه لرفع الحصار، هوجم جيشه من قبل القوات منتشرة لزنكي. لم يعرف شيء عن المعركة. ولم يقدم المؤرخون العرب أو الصليبيين مثل وليم الصوري أي تفاصيل عن ماجرى.
بعد هزيمتهم ،لجأ فولك وبعض الناجين إلى القلعة، ليحاصرها عماد الدين مرة أخرى. وعندما نفد الطعام بدأ المحاصرون بأكل خيولهم، ثم أجبروا على طلب شروط للاستسلام."
و وافق عماد الدين على فك الحصار مقابل تسليمهم للقلعة ودفع فدية 5000 دينار ولم يعلم فولك بقرب وصول جيش كبير لنصرته مؤلف من الإمبراطور البيزنطي يوحنا الثاني كومنينوس وجوسلين الثاني وريموند الثاني أمير أنطاكية.